# Сокотра
Соко́тра (араб. سقطرى‎) — архипелаг из четырёх островов и двух скал в Индийском океане у побережья Сомали, примерно в 350 км к югу от Аравийского полуострова. В состав архипелага входят три обитаемых острова (Сокотра, Абд-эль-Кури и Самха), необитаемый остров Дарса, а также скалы Сабуния и Каль-Фираун. Общая площадь — 3796 км².
Архипелаг является частью мухафазы Сокотра Республики Йемен. Территориально поделён на две «мудирии» (района): Хадибо (с административным центром в одноимённом городе) и Калансия и Абд-эль-Кури (с административным центром в городе Калансия).
В июне 2020 года архипелаг Сокотра взят под контроль вооружёнными силами Переходного Совета Южного Йемена, 19 июня в боях с войсками правительства Хади взята под контроль столица Сокотры — г. Хадибу. К 29 июля сепаратисты Южного Йемена приняли условия Саудовской Аравии и отказались от самоуправления в ранее захваченных регионах, включая Сокотру.

## География
Сокотра — один из самых изолированных в мире архипелагов континентального (то есть не вулканического) происхождения; по одной из научных гипотез, он отделился от Африки в среднем плиоцене (примерно 6 млн лет назад). Сложен в основном кристаллическими породами.
Архипелаг состоит из главного острова Сокотра (3625 км²), острова Абд-эль-Кури (133 км²), двух небольших островов под общим названием «Аль-Ихван» («Братья») — Самха (41 км²) и Дарса (около 5 км²), а также двух небольших необитаемых скальных образований — Сабуния (0,03 км²) и Каль-Фираун (0,09 км²).
Главный остров архипелага расположен в трёх географических зонах: узкие прибрежные равнины, известняковое плато, пронизанное карстовыми пещерами, и горы Хагьер, наибольшая высота которых составляет 1503 м (гора Машаниг).

### Климат
Климат архипелага — тропический пустынный и полупустынный (Классификация климатов Кёппена: BWh и BSh), с лёгкими осадками зимой, которые более обильны в горах внутри острова, чем на прибрежных равнинах. Для сезона муссонов обычны сильный ветер и высокие волны.
| Показатель                                                            | Янв. | Фев. | Март | Апр. | Май  | Июнь | Июль | Авг. | Сен. | Окт. | Нояб. | Дек. | Год  |
| --------------------------------------------------------------------- | ---- | ---- | ---- | ---- | ---- | ---- | ---- | ---- | ---- | ---- | ----- | ---- | ---- |
| Средний суточный максимум, °C                                         | 27,2 | 28,5 | 30,5 | 32,7 | 34,2 | 33,9 | 32,0 | 32,3 | 32,7 | 31,4 | 29,8  | 28,0 | 31,1 |
| Средняя температура, °C                                               | 22,0 | 23,4 | 25,1 | 27,5 | 28,9 | 29,0 | 27,6 | 27,5 | 27,6 | 26,0 | 24,2  | 22,7 | 26,0 |
| Средний суточный минимум, °C                                          | 16,8 | 18,3 | 19,8 | 22,2 | 23,7 | 24,1 | 23,2 | 22,8 | 22,6 | 20,6 | 18,7  | 17,5 | 20,9 |
| Норма осадков, мм                                                     | 23   | 18   | 14   | 22   | 37   | 18   | 12   | 15   | 27   | 38   | 18    | 16   | 256  |
| Источник: http://www.cru.uea.ac.uk/~timm/cty/obs/data/obs.Socotra.htm |      |      |      |      |      |      |      |      |      |      |       |      |      |

## Флора и фауна
Долгая геологическая и биологическая изоляция Сокотры и особенности климата (сильная жара и засуха, ураганные сезонные муссоны с мая по сентябрь, заметное смягчение климата в зимние месяцы, а также особые климатические условия в горных районах) способствовали появлению на архипелаге уникального растительного и животного мира, которому свойственна высокая степень эндемизма. По этой причине архипелаг Сокотра внесён в список всемирного наследия ЮНЕСКО.
Основную опасность для природы Сокотры представляют заносные виды, изменение климата, а также антропогенное воздействие (в том числе связанное с сельскохозяйственными животными).
Одним из эндемичных типов рельефа здесь являются ксерические кустарники.

### Флора
Общее число видов растений Сокотры (по данным 2006 года) — 825; доля эндемичных видов во флоре региона составляет 37 %. Уже по результатам первой британской исследовательской экспедиции (1880), которую возглавлял профессор Исаак Бальфур, было описано более двухсот новых для науки видов растений; часть этих новых видов была отнесена к двадцати новым родам.
Одно из самых знаменитых эндемичных растений Сокотры, его символ — Драцена киноварно-красная (Dracaena cinnabari), имеющее вид гриба высотой до 10 метров с зелёной шляпкой. Из коры этого дерева при надрезе начинает вытекать красный сок, который быстро застывает; образующуюся камедь багрового цвета местные жители с древних времён используют в медицинских, ветеринарных и косметических целях.
Ещё одно известное растение острова — Адениум тучный (Adenium obesum), чьи цветы имеют расцветку от красной до бледно-розовой. Во многих языках дословный перевод названия растения означает «роза пустыни». Распространено также название «бутылочное дерево».
На Сокотре растёт много видов алоэ, многие из которых с древних времён используются в медицине. Ещё одно необычное эндемичное растение — Дорстения гигантская (Dorstenia gigas).

### Фауна
На островах живёт множество птиц, в том числе несколько эндемиков, таких как сокотранский длиннохвостый скворец (Onychognathus frater), сокотранская нектарница (Chalcomitra balfouri), сокотранский воробей (Passer insularis) и золотокрылый вьюрок (Rhynchostruthus socotranus). Кроме того, на островах архипелага нередко можно встретить сокотранских стервятников.
Незавезённые млекопитающие на Сокотре — это сокотрийская газель, цивета, летучие мыши.
Энтомофауна архипелага включает 1564 вида насекомых из 25 отрядов Hexapoda (без учёта отмеченных, но не идентифицированных Diplura и Ephemeroptera). Наибольшим разнообразием отличается отряд жуков (Coleoptera), представленный 540 видами. Общее количество эндемичных таксонов на архипелаге равно 662 видам насекомых, или 42 % от всей энтомофауны. Наибольшее количество видов отмечено на крупнейшем острове архипелага — Сокотре (1520 видов, 635 эндемичных таксонов).

### Морская флора и фауна
Морская флора и фауна близ острова весьма разнообразна. Здесь добывают жемчуг — чёрный со свинцовым отливом. Местные жители собирают на берегу амбру, которая образуется в пищеварительном тракте кашалотов.

## Исторические сведения
- Не позднее 1,4 млн лет назад. Олдувайская культура на острове Сокотра[12][13].
- I тыс. до н. э. — Сокотра находится под властью правителей Хадрамаута.
- 330 г. до н. э. По совету Аристотеля, его ученик — Александр Великий (Македонский) — посылает отряд греков, земляков Аристотеля, для захвата Сокотры и обеспечения доступа к лучшему в мире алоэ. Греки вытесняют с острова индусов, называвших остров «Двипа сукхадхара» («остров блаженства») и называют его Диоскорида по ассоциации с прежним названием и в качестве посвящения Диоскурам — братьям Кастору и Поллуксу, которые, в соответствии с греческой мифологией, покровительствовали мореплавателям.
- I в. н. э. — Автор «Перипла Эритрейского моря» говорит о сокотрийцах в своём труде: они селятся в северной части Диоскориды. Это смешанное население из аравийцев, индийцев и греков. Остров подвластен правителю Хадрамаута.
- IV в. н. э. В связи с повсеместным распространением христианства в Старом Свете аравийская торговля благовониями прекращается. Мир теряет к Сокотре всякий интерес.
- 582 г. н. э. Остров посещает Козьма Индикоплов. Он свидетельствует: «население Сокотры — греки-христиане, их верховным пастырем является несторианский католикос Вавилона».
- ок. 916 г. в своём повествовании «Мин ахбар ас-син ва-ль-хинд» («Из новостей Китая и Индии») один из первых арабских путешественников исламского времени Абу Зейд аль-Хасан бен Язид ас-Сирафи сообщает, что после победы Александра над Дарием Аристотель, состоявший в постоянной переписке с правителем Македонии, посоветовал тому найти и захватить остров Сокотра, поскольку "на нём есть места, где растёт алоэ, важное лекарственное снадобье, без которого лекарство не может быть совершенным. Аристотель посоветовал вывезти с острова его жителей и поселить там греков, которые охраняли бы его и отправляли бы это снадобье в Сирию, Грецию и Египет. Александр выселил жителей с острова и послал туда группу греков. В то же время он приказал правителям провинций, которые со времени смерти Дария повиновались одному ему, заботиться об охране этого острова. Ас-Сирафи сообщает, что потомки тех греков, которые затем приняли христианство, живут на острове «до сего времени вместе с прочими (жителями острова)»[14].
- X век. Йеменский историк аль-Хамдани пишет: «Сокотрийцы — народ из всех племён Махры. Здесь есть 10 тыс. христианских воинов, возможно, монахов. Имело место нападение хариджитов на других мусульман Сокотры». Арабский автор аль-Масуди утверждает, что Сокотра является прибежищем пиратов.
- XII—XIII века. Знаменитый арабский географ Якут аль-Хамави сообщает, что на Сокотре располагается греческое поселение и убежище пиратов.
- XIV век. Арабский путешественник Ибн-Батута сообщает о пиратах на Сокотре.
- Середина XV века Сокотра под властью султанов аль-Катири из Шихра (регион Хадрамаут).
- 1503. На остров прибывает, вероятно, первый европейский капитан — португалец Диогу Фернандиш Перейра.
- С января 1507 года по 1511 год — захват Сокотры португальцами.
- 1541. Португальский адмирал Жуан ди Каштру посетил Сокотру, оставил интересное описание острова.
- 1541—1542. На Сокотре по пути в Индию побывал Франциск Ксаверий.
- Середина XVI в. Игнатий Лойола, основатель ордена иезуитов, сообщает: на Сокотре проводятся христианские богослужения, но нет ни священников, ни монахов.
- Апрель 1608. Корабль Британской Ост-Индийской компании впервые посещает Сокотру — новую столицу острова Тамариду (Хадибу). Британский купец Уильям Финч в течение трех месяцев живёт на острове, сохранились его записки о Сокотре.
- Август 1615. Сокотру посещает английский дипломат сэр Томас Роу.

XIX век
- 1800. Сокотру на короткое время захватывают ваххабиты.
- 1834. В этом году султан Амр бен Саад отверг предложение англичан передать им остров, и Сокотра была захвачена англо-индийским морским десантом Ост-Индийской компании. Англичане планировали устроить на Сокотре угольную станцию для своих пароходов. Условия пребывания английского гарнизона на острове вследствие эпидемии малярии оказались чрезвычайно тяжёлыми.
- 1839. После захвата Адена англичане оставляют Сокотру.
- 23 января 1876. Англичане подписали договор с султаном Кишна (султаном Махры и Сокотры).
- Начало 1880 года. Профессор Исаак Бейли Бальфур (1853—1922) из Королевского Ботанического сада Эдинбурга в течение семи недель проводит первую ботаническую экспедицию на Сокотре. Открыто более 200 новых для науки видов растений[8].
- 1881—1882. Экспедиции немецкого путешественника Георга Швейнфурта на Сокотру.
- 23 апреля 1886. Великобритания подписывает с султаном Махры и Сокотры договор о британском протекторате над его владениями. Султан с почестями перевезён из Кишна на Сокотру, где теперь по договору должна находиться его столица. В Тамариде (Хадибу) и Калансии поднят британский флаг.
- 1899. Участники Южноаравийской экспедиции Императорской Академии наук в Вене Давид Мюллер и Генри Форбс посещают Сокотру. Собраны значительные лингвистические материалы, опубликованные впоследствии Мюллером и Максимилианом Биттнером в Вене в 1902—1918 гг. Мюллер с помощью информанта-сокотрийца сделал в Вене первые фонографические записи образцов сокотрийского языка в 1902 году.

XX век
- 1938. В Париже вышел в свет Lexique Soqotri — «Сокотрийский лексикон» Вольфа Леслау (сокотрийско-французский научный словарь, основанный на материалах австрийской экспедиции 1898—1899 годов).
- 1939—1945. Вторая мировая война. Сокотра становится зоной повышенного внимания британского командования.
- 1941—1944. Период активной деятельности итальянских, японских (I-29) и немецких подводных лодок («муссонные подводные лодки» Дёница) вблизи Сокотры. Ответные действия авиации и флота англичан и их союзников.
- Май-июнь 1943. Англичане проводят рекогносцировку, затем организуют на Сокотре пункт авиационного базирования для 621-й и 321-й «Нидерландской» эскадрилий противолодочной авиации (самолеты «Каталина» и «Веллингтон», личный состав из британцев, австралийцев, канадцев, голландцев), размещают радиоцентр и силы охраны (индийцы, «Хадрамаутский легион»). Пункт базирования ликвидирован в декабре 1945 года.
- 1956. Оксфордская экспедиция на Сокотру — первая комплексная научная экспедиция на Сокотру (экспедиция в том числе выпустила свои собственные почтовые марки). В ней принял участие Дуглас Боттинг, вскоре написавший о Сокотре книгу Island of the Dragon’s Blood («Остров драконовой крови»).
- Декабрь 1964 — февраль 1965. Британская экспедиция на Сокотру во главе с капитаном Петером Боксхоллом.
- 1967. Комплексная британская ближневосточная экспедиция на Сокотру.
- 30 ноября 1967 года. Первый день независимости Народной Республики Южного Йемена (с октября 1970 — Народная Демократическая Республика Йемен). В этот день представители Национального фронта высадились на Сокотре, и остров стал частью нового независимого государства (последний султан Махры и Сокотры Иса бен Афрар был ранее, в октябре 1967, арестован представителями НФ в Кишне). Вскоре Сокотра и прилегающие острова архипелага стали «мудирией» — районом 1-й Провинции (с 1979 — провинции Аден), но в непосредственном ведении премьер-министра страны.
- 1971—1975. На острове начинается дорожное строительство (при содействии Программы развития ООН), делаются попытки организовать крупное сельскохозяйственное производство, создается система здравоохранения и народного образования и ликвидации неграмотности. В Хадибу и Мури были основаны средние школы, причём последняя — «Мадрасат Сальмин» — школа-интернат — при поддержке министерства обороны и ВМС НДРЙ.
Остров не избежал «социалистических перегибов» — «раскулачивания» крупных собственников и коллективизации рыбаков (вызвавшие «восстание рыбаков» 9 февраля 1971), репрессий, которые были осуждены центральной властью в Адене (бывшему первому министру султана Ибрагиму бен Халеду и ещё десяти незаконно репрессированным, расстрелянным по приговору ревтрибунала в 1974 году, на перевале Хейбак поставлен памятник).
- Декабрь 1977. Население Сокотры впервые участвовало в альтернативных выборах в Верховный народный совет (парламент) НДРЙ. Выбирали из двух кандидатур: мужчины и женщины — на одно место от Сокотры в парламенте страны.
- 1983. Начало работы сокотрийских экспедиций в рамках совместной советско-йеменской комплексной экспедиции в Хадрамауте и на острове Сокотра (по договоренности с властями Йеменской Республики продолжает действовать).
- 22 мая 1990 года. День объединения ЙАР и НДРЙ в единое йеменское государство — Йеменскую Республику. Сокотра стала частью единого Йемена. Со второй половины 1990-х, в соответствии с принятым в государстве административно-территориальным делением страны, архипелаг Сокотра поделён на две «мудирии» (района) — Хадибо и Калансия и Абд-эль-Кури в составе мухафазы Хадрамаут (до этого архипелаг входит в состав мухафазы Аден).

XXI век
- В 2018 году произошло кратковременное вторжение армии ОАЭ на Сокотру.
- 19 июля 2020 года. Остров взят под контроль силами Южного переходного совета и вошёл в состав самопровозглашенного Южного Йемена.
- 29 июля 2020 года сепаратисты Южного Йемена приняли условия Саудовской Аравии и отказались от самоуправления ранее захваченных регионах, в том числе на Сокотре[4].

## Население
Почти все жители архипелага живут на главном острове, Сокотре (42 442 чел., 2004). Главный город — Хадибу (население — около 33 тысяч, 2004). На Абд-эль-Кури (300 чел., 2004) и Самхе (100 чел., 2004) проживает всего несколько сотен человек; Дарса, Сабуния и Каль-Фираун необитаемы.
Коренное население Сокотры, сокотрийцы, говорит на диалектах местного сокотрийского языка, относящегося к современным южноаравийским языкам семитской семьи, а также на арабском языке. Письменность для сокотрийского языка была разработана в ноябре 2014 года российскими лингвистами.
На сокотрийском языке существует богатая устная поэтическая, песенная и прозаическая традиция с древнейших времён. Современная сокотрийская поэзия подвержена влиянию арабских диалектов. Из поэтических форм наибольшее распространение получили традиционные афористические четверостишия теметхель (temethel). В сокотрийских сказках, отличающихся богатым местным колоритом, прослеживается связь древней культуры сокотрийцев с культурной традицией Средиземноморья и древней Европы (присутствуют сюжеты, схожие с древнеегипетской повестью о двух братьях, а также со сказкой о Золушке — в сокотрийской традиции Мехазело (Mehazelo) и др.)

## Экономика
Основные продукты острова: рыба, камедь драконова дерева, сушёный сок алоэ — сабур, шерстяные тканые ковры ручной работы, финики, топленое масло, табак. Для местного потребления разводят коров местной породы, мелкий рогатый скот, верблюдов. В долине Хадебо развито приусадебное огородничество.
Многие сокотрийцы до сих пор живут без электричества и водопровода.
В конце 1990-х была принята Программа развития ООН с целью тщательного наблюдения за островом Сокотра.

## Транспорт
Наземный общественный транспорт на острове ограничивается нерегулярными микроавтобусами в Калансию и деревни на северо-восточном побережье. Наиболее популярен прокат автомобилей 4WD (джипов) с водителем.
В июле 1999 открылся постоянно действующий аэропорт.

## В массовой культуре
- Остров Сокотра изображён в триллере Александра Карцева «Чёрная жемчужина Сокотры»[17].
- Сокотра и расположенный поблизости остров Абд-эль-Кури изображены в романе Андрея Гусева «Однажды в Малинди» (в 22-й главе). На этих островах в начале XXI века оказывается один из главных героев романа Сергей Мёдов[18][19][20].